# Licenciatura en Contaduría
El grado académico de Licenciado en Contaduría (también llamado "Licenciatura en Contaduría) es el principal grado académico en contaduría en varios países, y es a menudo el único (pregrado) grado reconocido para la práctica posterior como profesional de la Contaduría; ver Primer grado profesional. Es abreviado por L.C. o C.P . A veces también llamado Licenciado en Contaduría Pública (C.P.) o Licenciado en Ciencias de la Contabilidad.
El C.P. es  sumamente especializado: el currículo requiere un estudio suficiente para la práctica profesional (a menudo en nivel superior) en  contabilidad financiera, contabilidad administrativa, auditoría e impuestos. El currículo también incluye cursos intermedios de Derecho de los negocios,  economía y abarca generalmente teoría de la administración,  Matemáticas en los negocios,   Estadística en los negocios. El grado no debe ser confundido por  Técnico en Contabilidad . Son grados que tienen a la contabilidad como área común de concentración, ver Educación en los negocios. Algunos programas permiten especializarse en temas como Impuestos o Auditoría Forense.
Debido a su naturaleza el C.P., es una carrera profesional que no muchas universidades ofrecen en realidad. En los Estados Unidos, es común que dure cuatro años. En otras partes del mundo, tal como en Singapur, puede durar tres años la licenciatura.  En Malta, es común que el curso duré dos años y tome el nombre de  Licenciado en Comercio solo para estudiantes que tengas buenas calificaciones en el nivel escolar anterior. Casi todas las universidades públicas en Sudáfrica ofrecen la licenciatura con una variante, a menudo el  Posgrado con Mención honorífica.
Tras el fin de la Licenciatura en Contaduría, los estudiantes aplican para trabajar como contadores en la industria, y /o el ejercicio libre de la profesión. Cuando buscan que el grado sea reconocido, los graduados buscan la Certificación de Contadores Públicos |CPC (u otra) certificación, y así crear su Firma contable  , para la filiación hay que cumplir con el  Examen profesional de conocimientos y la   Experiencia Profesional Requerida.
En los  Estados Unidos, la licenciatura en Contaduría por lo general no es suficiente para practicar como Contador Profesional. También, los empleadores en la industria prefierene contar con candidatos a Maestría en Contabilidad (o con MBA en la concentración en contabilidad) u otra certificación. Los graduados de Contaduría que deseen trabajar como contadores, por tanto, se iniciarán con la Maestría en Contaduría;un programa acelerado, o avanzado que permite el trabajo especializado/adicional al trabajo normal, normalmente disponible para todos los estudiantes.